# Dendrosoter integer
Dendrosoter integer är en stekelart som beskrevs av Muesebeck 1938. Dendrosoter integer ingår i släktet Dendrosoter och familjen bracksteklar. Inga underarter finns listade i Catalogue of Life.